# Jerry Navarro
Jerry Jerson Navarro Huayta (Iquitos, 26 de abril de 2002) es un futbolista peruano que desempeña de lateral izquierdo y su equipo actual es el Comerciantes F. C. de la Liga 2.

## Trayectoria

### Universitario de Deportes
Nació en Iquitos en 2002, emigró a Lima en el 2019 para cumplir su sueño de convertirse en futbolista profesional, llega universitario para que se forma en las menores club. En el año 2022 firma su primer contrato profesional junto a 14 compañeros, en 28 de octubre del 2022 debuta en el partido contra utc quedando en espate lastimosamente tuvo que ser cambiado por Federico Alonso. A inicios del año 2023 formó parte del equipo principal liderado por ese entonces Carlos Compagnucci.  
A mitad de año es prestado al Comerciantes F. C. club de su ciudad natal.Jugó un total de 16 partidos, perdiendo en las semifinales de la eliminatoria final, quedándose a un paso del ascenso.
Para el 2024 renovó su contrato con Comerciantes, llegó como jugador libre de Universitario. Al año siguiente volvió a quedarse a un paso del ascenso perdiendo en las semifinales de la eliminatoria final.

## Estadísticas

### Clubes
Actualizado el 15 de octubre de 2023.
| Club                             | Div.          | Temporada     | Liga  | Liga  | Copas nacionales | Copas nacionales | Copas internacionales | Copas internacionales | Total | Total |
| Club                             | Div.          | Temporada     | Part. | Goles | Part.            | Goles            | Part.                 | Goles                 | Part. | Goles |
| -------------------------------- | ------------- | ------------- | ----- | ----- | ---------------- | ---------------- | --------------------- | --------------------- | ----- | ----- |
| Universitario de Deportes · Perú | 1.ª           | 2022          | 1     | 0     | —                | —                | 0                     | 0                     | 1     | 0     |
| Universitario de Deportes · Perú | Total club    | Total club    | 1     | 0     | 0                | 0                | 0                     | 0                     | 1     | 0     |
| Comerciantes F. C. · Perú        | 2.ª           | 2023          | 17    | 0     | —                | —                | 0                     | 0                     | 17    | 0     |
| Comerciantes F. C. · Perú        | Total club    | Total club    | 17    | 0     | 0                | 0                | 0                     | 0                     | 17    | 0     |
| Total carrera                    | Total carrera | Total carrera | 18    | 0     | 0                | 0                | 0                     | 0                     | 18    | 0     |

## Palmarés

### Títulos nacionales
| Título | Club                      | País | Año  |
| ------ | ------------------------- | ---- | ---- |
| Liga 1 | Universitario de Deportes | Perú | 2023 |